# Peerapol Chawchiangkwang
Peerapol Chawchiangkwang (thailändisch พีระพล ชาวเชียงขวาง; * 17. Oktober 1986 in Chiang Mai) ist ein thailändischer Radrennfahrer.

## Sportlicher Werdegang
Chawchiangkwang trat 2008 erstmals in der Tour of Thailand in Erscheinung, die er als Mitglied der Nationalmannschaft fuhr. In den Jahren darauf widmete er sich hauptsächlich dem Mountainbikesport, wo sein bedeutendster Erfolg die Goldmedaille bei den Südostasienspielen 2013 war; mit der Staffel wurde er zweimal Asienmeister.
Ab 2017 fuhr Chawchiangkwang verstärkt Straßenrennen für das Thailand Continental Cycling Team, weitgehend bei Wettkämpfen im südostasiatischen Raum. Er gewann fünf nationale Meistertitel, vier davon im Einzelzeitfahren; in dieser Disziplin war er auch 2022 bei den Südostasienspielen siegreich. Im gleichen Jahr nahm er zum bislang einzigen Mal an den Straßenradsport-Weltmeisterschaften teil.
Zweimal gewann Chawchiangkwang Etappen in Rennen des internationalen Kalenders, so 2018 in der Indonesien-Rundfahrt und 2024 die Königsetappe der Tour of Thailand, die mit einem steilen Anstieg zum Ort Baan Rak Thai endete. Bei den Asienmeisterschaften 2025 holte er an gleicher Stelle die Silbermedaille.

## Erfolge

### Straße
2014
 Thailändischer Meister – Straßenrennen
2018
eine Etappe Indonesien-Rundfahrt
2019
 Südostasienspiele – Mannschaftszeitfahren
2021
 Thailändischer Meister – Einzelzeitfahren
2022
 Südostasienspiele – Einzelzeitfahren
 Thailändischer Meister – Einzelzeitfahren
2023
 Thailändischer Meister – Einzelzeitfahren
2024
eine Etappe Tour of Thailand
2025
 Thailändischer Meister – Einzelzeitfahren
 Asienmeisterschaften – Straßenrennen

### Mountainbike
2013
 Südostasienspiele – Cross-Country XCO
 Südostasienspiele – Staffel XCR
2015
 Asienmeister – Staffel XCR
2016
 Asienmeister – Staffel XCR
2020
 Asienmeisterschaften – Cross-Country XCO